# الن گروور
الن گروور (انگلیسی: Alan Grover؛ ۲۴ سپتامبر ۱۹۴۴ – ۱۲ مهٔ ۲۰۱۹) ورزشکار روئینگ اهل استرالیا بود.
وی در مسابقات کشوری و بین‌المللی در مجموع برندهٔ ۱ مدال نقره شده‌است.